# Andrey Filishkin
Andrej Filischkin (né le 23 janvier 1975) est un skieur alpin russe.

## Coupe du Monde
- Meilleur classement final : 78e en 1997.
- Meilleur résultat : 9e.